# زلزال مكناس 1755
ضرب زلزال مكناس 1755 المغرب في 27 نوفمبر 1755. كان للزلزال مقياس درجة عزم مقدرة بين 6.5 و 7.0. تسبّب في دمار مدينتي فاس ومكناس، مما أسفر عن مقتل ما لا يقل عن 15.000 شخص في كلتا المدينتين.

## الإعداد التكتوني
يهيمن على حدود الصفيحة الأوراسية الإفريقية نظام غلوريا للخط الذي يقع بين تقاطع أزور الثلاثي وقوس جبل طارق. حدود الصفيحة حول قوس جبل طارق ومنطقة بحر البوران أقل تحديدًا وتقسيمًا من خلال منطقة واسعة من الزلازل. تتلاقى الصفائح الإفريقية والأوراسية في اتجاه شمال - جنوب إلى شمال - شمال غرب - جنوب شرق أوروبا. يرتبط التقارب بالارتفاع والتوجه التكتوني على طول جبال الريف.

## الزلزال
جاءت الصدمة بعد أيام فقط من وقوع زلزال آخر في لشبونة (1 نوفمبر) - تم تحديده عن طريق الخط على أنه تابع لذلك الحدث، وتم تأريخه بشكل خاطئ حتى 18 نوفمبر. تعزو المصادر العربية الزلزال إلى 27 نوفمبر ومنطقة الميزوزية إلى فاس ومكناس. كما تم الإبلاغ عن حدوث تمزق زلزالي ولكن لم يتم توثيقه بشكل جيد.
خلال مسح ميداني للمنطقة في عام 2017، تم تحديد التمزقات السطحية على طول 150 كـم (93 ميل) جبهة الريف الجنوبية الطويلة؛ فالق الدفع مع بعض مكونات الانزلاق الجانبي الأيسر. يعرض الخطأ هندسة قائمة ومتصلة بقاعدة في قاعدتها؛ خط الاتجاه عند 60 درجة بالقرب من السطح إلى 35 درجة عند العمق. تم تقدير معدل الانزلاق بـ 3.5 ± 1 مـم (0.138 ± 0.039 بوصة) / سنة للهولوسين. يستوعب الصدع التقارب بين الصفيحة الإفريقية والريف. أنتج الزلزال الأخير على طول الصدع 0.9–1.7 م (2 قدم 11 بوصة–5 قدم 7 بوصة) من الانزلاق الكوسيزمي - بافتراض أنه كمتوسط الانزلاق عبر تمزق سطحي بطول 30 كم (19 ميل) ، كانت اللحظة التي تم الحصول عليها 6.5 - 7.0. على الرغم من عدم اعتباره تابعًا لزلزال لشبونة 1 نوفمبر، إلا أنه ربما كان مثالًا على الزلزال الناجم عن نقل الإجهاد.

## الأضرار

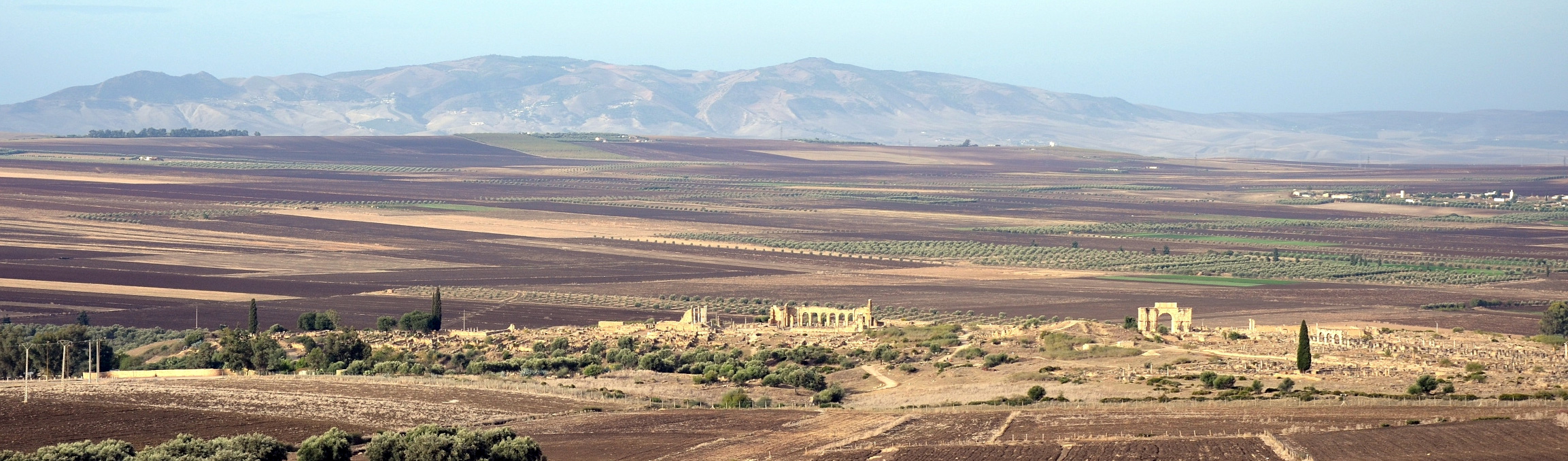
مشهد بانورامي لوليلي

تسبب الزلزال في دمار كبير في فاس ومكناس. عشرات الآلاف قتلوا. وأعقب ذلك هزات ارتدادية قوية استمرت لأشهر. في مكناس، لم يبق سوى عدد قليل من المنازل قائمة لكنها تضررت بشدة. من بين 16.000 يهودي في المدينة، نجا 8000 فقط - و توفي 4000 مسلم إضافي. في فاس، توفي 3000 شخص. ووقعت أضرار كبيرة في الموقع الأثري الروماني وليلي. على بعد عدة كيلومترات جنوب وليلي، تضررت مدينة مولاي إدريس زرهون بشدة من الانهيار الأرضي الكبير. أدى توثيق تمزق السطح إلى استنتاج الجيولوجيين أن الحدث محلي وكان زلزالًا محليًا. تمت دراسة التمزقات السطحية المصاحبة لصدوع شرق-غرب في جبل زرهون وجبل زلاغ شمال فاس ومكناس.